# Robert Yates (Serienmörder)
Robert Lee Yates (* 27. Mai 1952) ist ein zum Tode verurteilter US-amerikanischer Serienmörder, der als „Spokane Serial Killer“ bekannt wurde. Ihm wurden 15 Morde nachgewiesen, die er zwischen 1975 und 1998 verübte.

## Privatleben
Robert Yates wuchs im Bundesstaat Washington auf, absolvierte die Oak Harbor High School auf Whidbey Island und besuchte anschließend ein College, das er jedoch nach zwei Jahren wieder verließ. Am 27. August 1972 heiratete er seine Freundin Shirley, von der er sich jedoch nach 18 Monaten wieder trennte, da er eine Beziehung mit seiner Freundin Linda anstrebte. Nachdem er 1975 für einige Monate als Gefängniswärter im Staatsgefängnis von Washington in Walla Walla gearbeitet hatte, heiratete er Linda am 24. Juli 1976. Aus der Ehe gingen fünf Kinder hervor.  
Am 4. Oktober 1977 trat er in die United States Army ein und wurde zum Hubschrauberpiloten ausgebildet. Yates war in seiner folgenden Soldatenlaufbahn sehr erfolgreich: Als Einsatzpilot eines Bell OH-58 nahm er u. a. an der Operation Desert Storm, den Hilfsmaßnahmen nach Hurrikan Andrew und der UN-Friedensmission in Somalia teil, wobei er zwischendurch auch in Deutschland stationiert war. Bis zu seiner ehrenhaften Entlassung aus der Army am 1. April 1996 wurde er mit zahlreichen Auszeichnungen geehrt, u. a. mit elf Orden. Nachdem er mit seiner Familie nach Spokane gezogen war, trat er noch im April 1996 in die Nationalgarde von Washington ein. Dort erreichte er den Rang eines Chief Warrant Officer 4 und wurde Kommandeur des einzigen Bell OH-58-Verbandes östlich der Cascade Mountains.

## Mordserie
Am 13. Juli 1975 erschoss er in Mill Creek, unweit von Walla Walla, die 22-jährige Susan Savage und den 21-jährigen Patrick Oliver, deren Leichen bereits am nächsten Tag gefunden wurden. Zu dieser Zeit arbeitete er als Gefängniswärter in Walla Walla und befand sich zum Zeitpunkt der Morde bei Schießübungen in Mill Creek, als er beschloss, die beiden zufällig anwesenden Jugendlichen zu töten.
13 Jahre später, im Jahr 1988, soll dann seine Mordserie an Prostituierten im Großraum von Spokane begonnen haben, die stets nach demselben Muster ablief: Nachdem er eine Prostituierte in seinen Wagen hatte einsteigen lassen, hatte er Sex mit ihr, erschoss sie anschließend und legte die Leiche in einer abgelegenen Gegend der Stadt ab. Die Opfer waren zwischen 16 und 60 Jahren alt.
Am 28. Dezember 1988 wurde die Leiche der getöteten Stacy Hawn (23) aufgefunden, die zuletzt am 7. Juli in Seattle lebend gesehen worden war. 1990 folgten die Leichenfunde der ermordeten Frauen Yolanda Sapp (26), Nicki Lowe (34) und Kathleen Brisbois (38). Am 13. Mai 1992 wurde dann Sherry Palmer (19) ermordet aufgefunden. Als die Polizei bereits der Meinung war, der Täter sei wegen seiner langen Inaktivität inzwischen in einem andern Bundesstaat aktiv, wurde am 25. August 1995 die Leiche der erschossenen Patricia Barnes (60) entdeckt. Nachdem am 14. Juni 1996 Shannon Zielinski (39) ermordet aufgefunden worden war, begann der Täter in immer kürzer werdenden Zeitabständen zu töten. Am 26. August 1997 wurden gleich zwei Frauen ermordet aufgefunden: Heather Hernandez (20) und das mit 16 Jahren jüngste Opfer der Mordserie, Jennifer Joseph, deren Ermordung dem Täter später noch zum Verhängnis werden sollte.
Am 24. September 1997 kam die Polizei erstmals mit ihm in Kontakt, als ein Beamter ihn auf Routine-Patrouille wegen eines Verkehrsdeliktes aufhielt. Yates fuhr eine weiße Corvette mit einem Washingtoner Nummernschild, genau in einem solchen Fahrzeug war das Mordopfer Jennifer Joseph zuletzt lebend gesehen worden. Da der Polizist den Wagen jedoch in seinem Bericht fälschlich als Camaro identifizierte, blieb Yates eine genauere Kontrolle der inzwischen gegründeten Task Force erspart. Im Dezember 1997 wurden dann die Leichen der getöteten Melinda Mercer (34), Shawn Johnson (36), Laurel Wason (31) und Shawn McClenahan (39) aufgefunden. Auch 1998 schlug der Täter weiter zu; nahezu im Monatsrhythmus wurden Sunny Oster (41), Linda Maybin (34), Melody Murfin (43), Michelyn Derning (47) und Connie Ellis (35) ermordet.
Am 10. November 1998 wurde Robert Yates erneut von einem Polizisten angehalten, als er in den frühen Morgenstunden mit einem silberfarbenen Honda in einem Rotlichtbezirk von Spokane unterwegs war. Auf dem Beifahrersitz saß die Prostituierte Jennifer R. Yates gab an, die junge Frau im Auftrag ihres Vaters gesucht zu haben, um sie nach Hause zu bringen, was diese auch bestätigte, indem sie aussagte, Yates persönlich zu kennen. Der Polizist notierte sich den Vorfall und ließ ihn daraufhin weiterfahren, den Bericht über den Vorfall schickte er wie vorgeschrieben an die Task Force.

## Ermittlungen und Festnahme
Entscheidende Hinweise zur späteren Aufklärung der Morde kamen durch die Aussage der 30-jährigen Prostituierten Christine S. zustande, die von einem Vorfall erzählte, der sich am 1. August 1998 ereignete. An diesem Tag war sie in einen schwarzen Van gestiegen, in dem ein ca. 50-jähriger, weißer Mann saß. Sie fragte ihn scherzhaft, ob er der psychopathische Serienkiller sei, den die Polizei schon so lange suche, was dieser jedoch freundlich verneinte und ihr während der Fahrt erzählte, dass er Hubschrauberpilot bei der Nationalgarde und fünffacher Familienvater sei. Nachdem sie etwa fünf bis sieben Minuten im Laderaum des Vans verbracht hatten, spürte sie plötzlich einen Schlag am Kopf, wobei sie eine blutende Wunde erlitt. Der Mann sei plötzlich aggressiv geworden und habe sie ausgeraubt, wobei es ihr jedoch gelang, aus dem Van zu springen und zu entkommen. Im Krankenhaus stellte sich heraus, dass sie vom Projektil einer Faustfeuerwaffe an der linken Kopfseite gestreift worden war. Die Ermittler gingen davon aus, dass der Täter dachte, er habe sie bereits lebensgefährlich verletzt, woraufhin es ihr im Überraschungsmoment gelungen sein dürfte, über die Beifahrerseite zu entkommen. Christine S. nannte Merkmale der Statur und des Gesichts des Täters.
Die Beamten überprüften sämtliche Polizeiberichte von Vorfällen in Rotlichtgebieten von Spokane, wobei ihnen die beiden Vorfälle von Robert Yates auffielen, auf den die Beschreibung von Christine S. ziemlich genau zutraf. Zudem war er Hubschrauberpilot der Nationalgarde und hatte fünf Kinder, wie es der Täter gegenüber Christine S. berichtet hatte. Mit diesem Vorwissen luden sie Yates im September 1999 zu einer freiwilligen Vernehmung und befragten ihn bezüglich der Vorfälle. Bei den weiteren Ermittlungen konnte ihm der Besitz einer weißen Corvette für den Zeitraum September 1994 bis Mai 1998 nachgewiesen werden. Der neue Besitzer des Wagens erlaubte die Durchsuchung und Entnahme von Proben, bei der dieselben Fasern sichergestellt wurden, die auch an der Leiche von Jennifer Joseph gefunden worden waren. Als der Wagen beschlagnahmt und genauer untersucht wurde, konnten Blutspuren von Joseph gesichert werden. Ein Zeuge sagte inzwischen aus, dass Yates zum Zeitpunkt des Überfalls auf Christine S. Zugriff auf einen schwarzen Van gehabt habe. Bei der erneuten Befragung von Jennifer R. gab diese schließlich zu, während der Verkehrskontrolle 1998 gelogen zu haben, um nicht verhaftet zu werden. Sie kenne Yates gar nicht und ihr Vater habe ihn auch nicht beauftragt, sie nach Hause zu bringen. Nun waren die Ermittler von der Täterschaft Yates überzeugt.
Am 18. April 2000 wurde Robert Yates wegen Verdachts des Mordes an Jennifer Joseph verhaftet, ein Durchsuchungsbeschluss für sein Anwesen in Spokane erwirkt und die Abnahme von DNA-Proben von Yates angeordnet. Anhand seiner DNA und Fingerabdrücke wurde er zahlreicher Morde überführt, weshalb er am 16. Oktober einen Handel mit der Staatsanwaltschaft anstrebte und ein umfassendes Geständnis ablegte, um der Todesstrafe zu entgehen. Durch seine Aussagen konnte noch eine weitere Leiche gefunden werden: die als vermisst gemeldete Melody Murfin, welche er vor seinem Schlafzimmerfenster vergraben hatte.
Am 26. Oktober 2000 wurde er für 13 Morde, die er gestanden hatte, sowie wegen Mordversuches an Christine S. zu 408 Jahren Freiheitsstrafe verurteilt. Am 20. September 2002 konnten ihm noch zwei weitere Morde nachgewiesen werden, wofür er am 4. Oktober 2002 doch noch zum Tode verurteilt wurde.
Yates, der in mindestens drei weiteren Mordfällen als Hauptverdächtiger gilt, sitzt gegenwärtig im Staatsgefängnis (Washington State Penitentiary) in Walla Walla, Washington ein, in dem er einst selbst als Wärter arbeitete. Ihm drohte die Todesstrafe. Da der Bundesstaat Washington aber 2018 die Todesstrafe abgeschafft hat, wird Yates lebenslänglich im Gefängnis verbleiben.